# Leucobryum
Leucobryum là một chi rêu trong họ Dicranaceae.